# Xanthogaleruca luteola
Xanthogaleruca luteola es una especie de escarabajos de la familia  Chrysomelidae. Se le conoce como escarabajo o galeruca del olmo.

## Descripción
El imago es de 6-8 mm de largo,  de color amarillo a verde, con una mancha en la cabeza, una marca como de reloj de arena y dos puntos en el pronoto, y una banda ancha y oscura a lo largo del borde de cada élitro. Las larvas son generalmente de color negro, de vez en cuando negro y amarillo, con varias filas de puntos en el dorso y los costados, y de no más de 13 mm de largo. Las pupas son de color amarillo anaranjado con quetas negras. Los huevos son de color amarillo, y los ponen en racimos alargados de  hasta 25 unidades en el envés de las hojas de olmos de diversas especies.

## Distribución
Estos escarabajos son comunes en la parte occidental de la Región Paleártica, desde Portugal a Asia Central. La especie, originaria de Europa, se introdujo accidentalmente en América del Norte y Australia. También ha sido registrada en Argentina y en 2022 en la zona sur de Chile. http://www.ecoregistros.org/site/imagen.php?id=222855

## Ecología
Xanthogaleruca luteola es una plaga seria de varios olmos, como el olmo siberiano (Ulmus pumila), abundante en España y otros países como árbol cultivado en calles y parques y como espontáneo. Tanto los imagos como las larvas se alimentan de los brotes, de las hojas que están saliendo. La infestación repetida raramente mata al árbol, pero por lo general lo debilita, haciéndolo vulnerable a los ataques de otros insectos y enfermedades. Sin embargo, este escarabajo no transmite la enfermedad holandesa del olmo o grafiosis, que ha acabado con poblaciones de otras especies.
Los imagos hibernan en grietas de las cortezas, pero a veces lo hacen en las casas, lo que, cuando son abundantes, es considerado una molestia por algunas personas. Salen a principios de primavera, y las hembras ponen sus huevos en el envés de las hojas del olmo. Las larvas se alimentan enseguida en el envés de las hojas. Esta etapa larvaria dura entre dos y tres semanas, al final de las cuales se desplazan a la parte inferior del árbol, en busca de grietas de la corteza donde pasar la metamorfosis. La fase siguiente surge a mediados de verano después de pupar durante dos o tres semanas, y comienza a su vez a alimentarse de las hojas. Cada hembra puede ir poniendo hasta unos 800 huevos, en pequeños racimos, pero esta conducta se interrumpe con el avance de la estación, cuando la duración del fotoperíodo baja de 14 horas, lo que provoca un breve período de activa alimentación previo a la búsqueda de un lugar donde hibernar.

## Síntomas
El patrón de alimentación de las larvas deja la superficie superior y las venas de la hoja intacta, pero hace que se marchiten y caigan. Cuando se alimentan, los imagos (adultos) dejan agujeros irregularmente distribuidos, y son menos destructivos que los individuos juveniles.

## Controles
En América del Norte, tiene pocos enemigos naturales, pero en Europa, los huevos del escarabajo son a menudo predados por la avispa Oomyzus gallerucae. Los insecticidas en aerosol son de poca utilidad ya que en el momento en que la infestación se ha hecho evidente, la aplicación llega demasiado tarde para ser eficaz. Sin embargo, envolver los troncos de los árboles con bandas insecticidas puede limitar la plaga el año siguiente, al matar las larvas cuando bajan buscando  un espacio para su hibernación.

## Galería

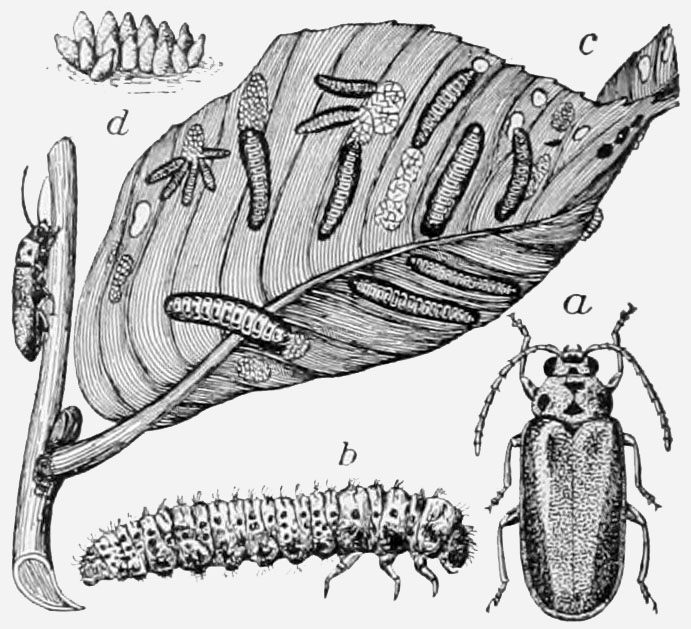
Dibujo de adulto, larva y huevos publicado en The New International Encyclopædia, v. 7, 1905
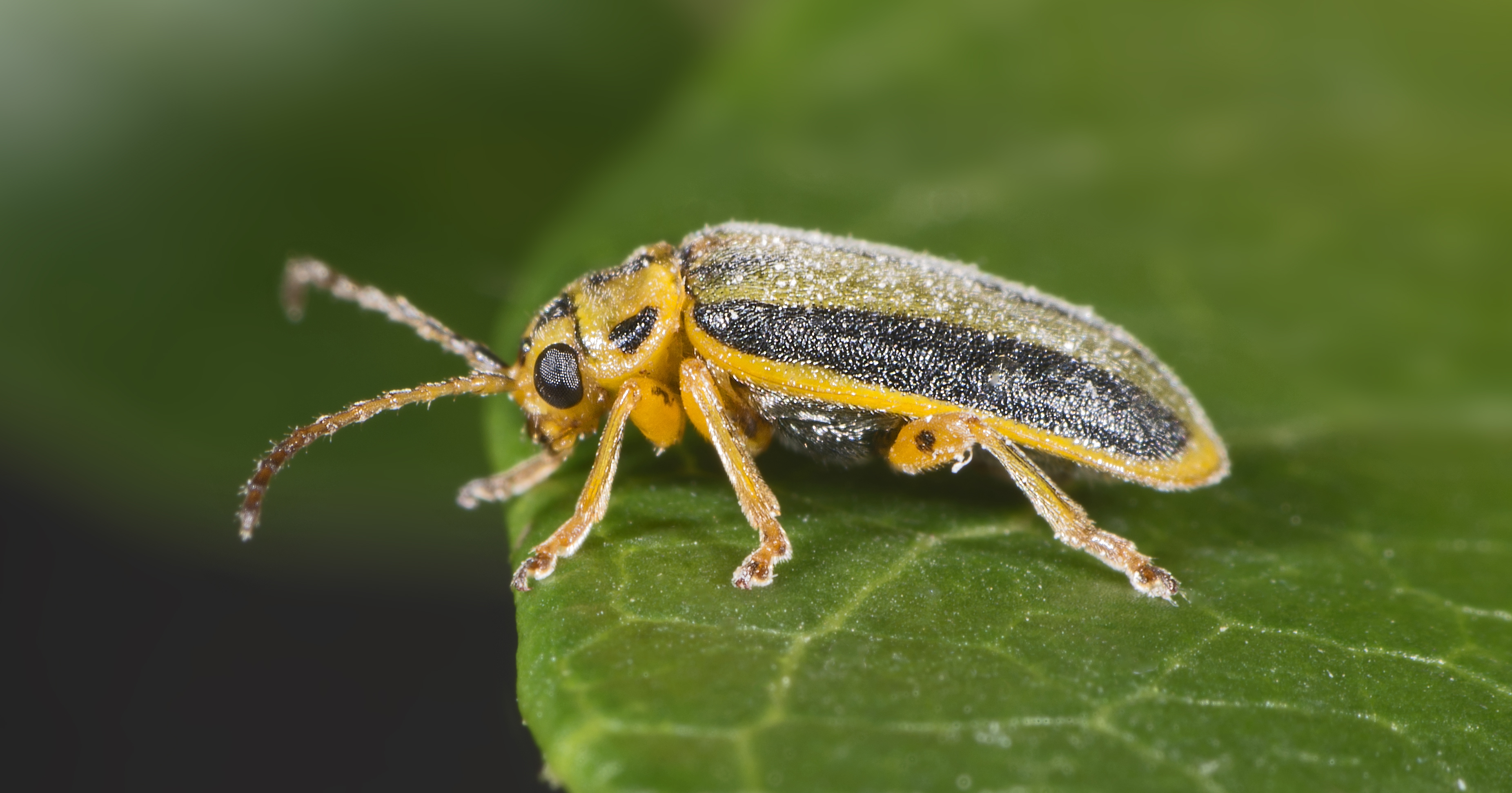
Imago de Xanthogaleruca luteola. Vista lateral
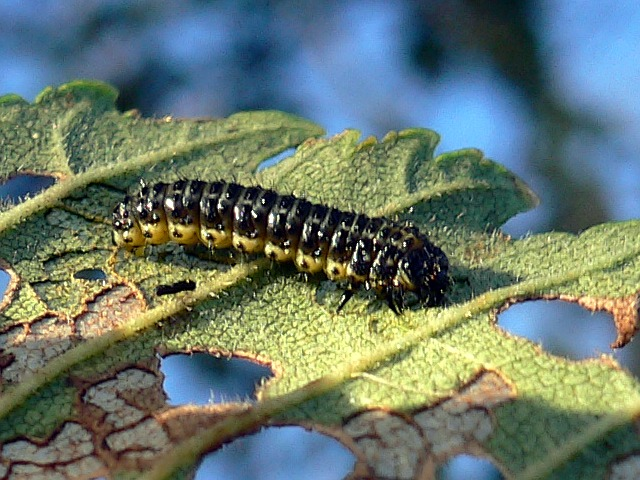
Larva de Xanthogaleruca luteola
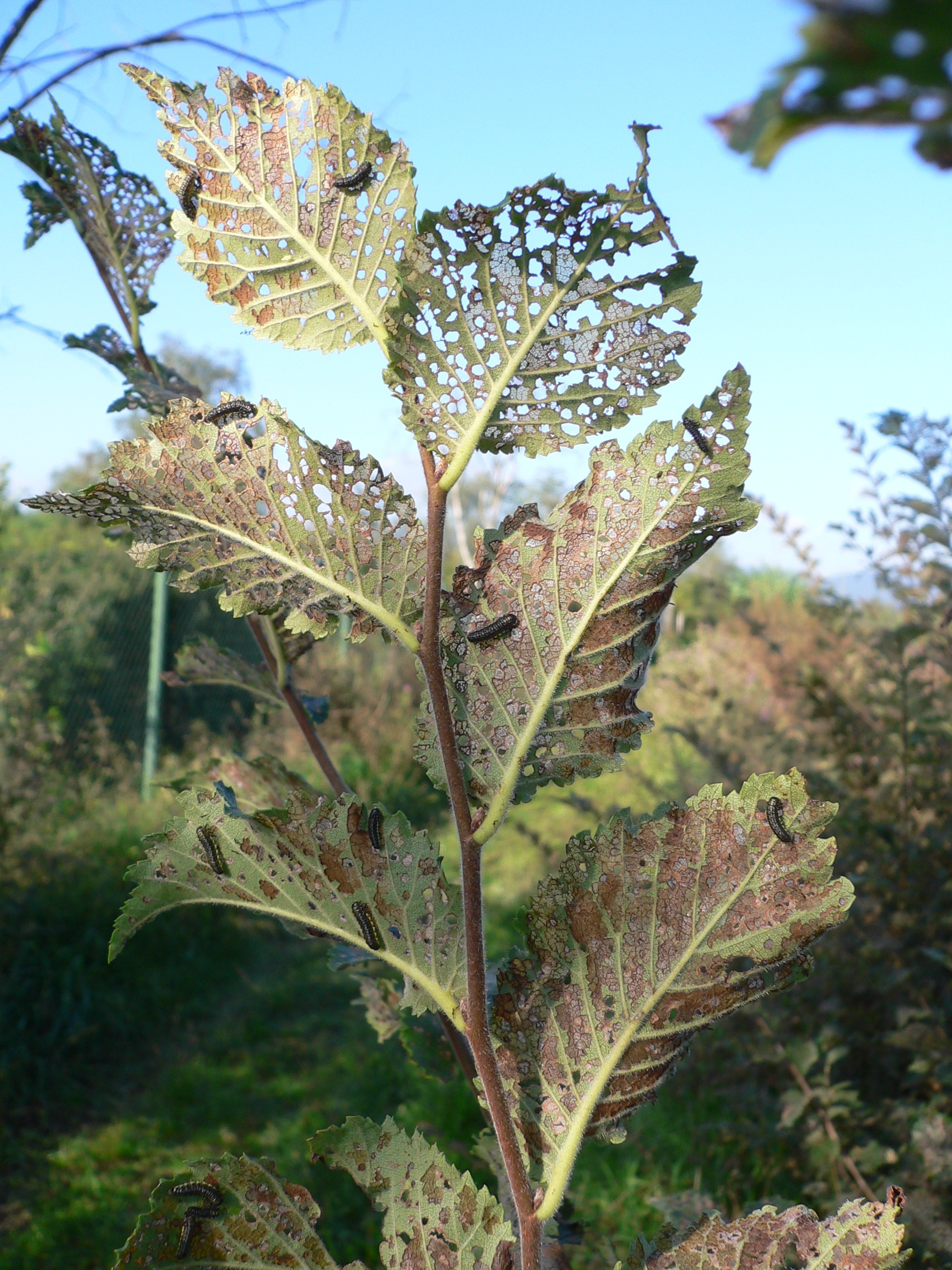
Hojas parasitadas
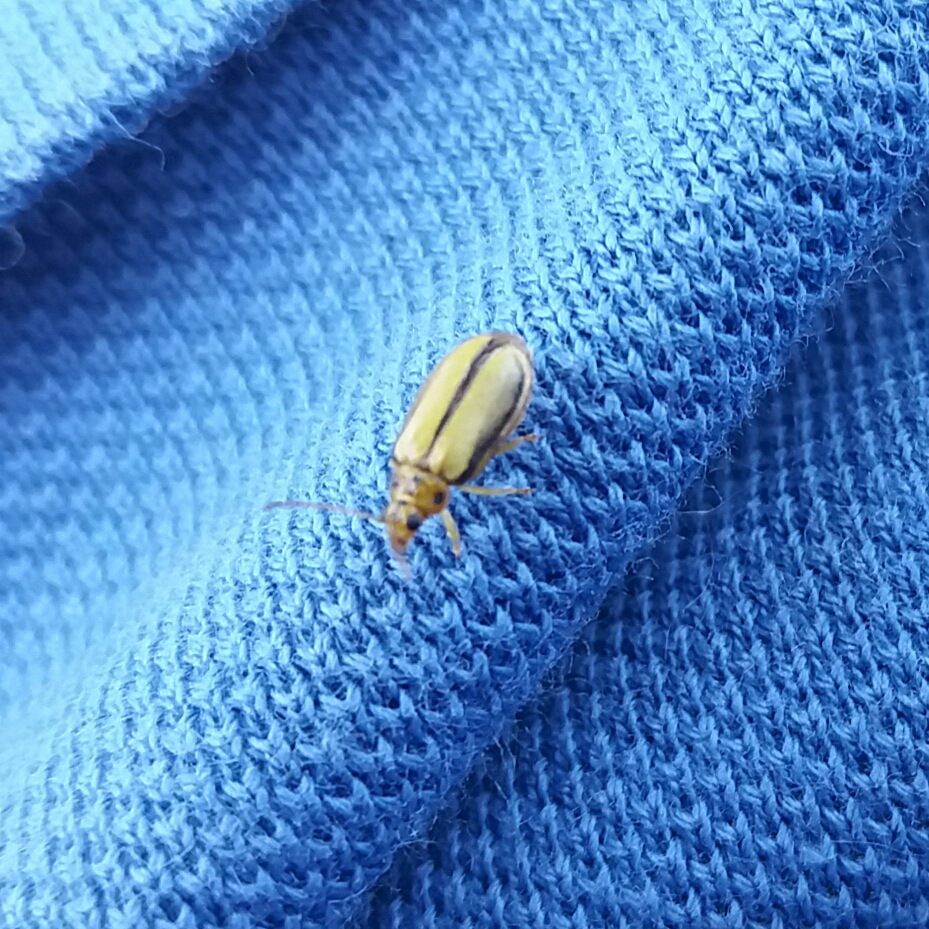
Imago de élitros amarillos